# Liste der Baudenkmäler in Alstädten-Burbach
Die Liste der Baudenkmäler in Alstädten-Burbach enthält die denkmalgeschützten Bauwerke auf dem Gebiet von Hürth-Alstädten-Burbach in Nordrhein-Westfalen (Stand: März 2018). Diese Baudenkmäler sind in der Denkmalliste der Stadt Hürth eingetragen; Grundlage für die Aufnahme ist das Denkmalschutzgesetz Nordrhein-Westfalen (DSchG NRW).

## Baudenkmäler
Die Liste der Baudenkmäler enthält Sakralbauten, Wohn- und Fachwerkhäuser, historische Gutshöfe und Adelsbauten, Industrieanlagen, Wegekreuze und andere Kleindenkmäler sowie Grabmale und Grabstätten, die eine besondere Bedeutung für die Geschichte Hürths haben.
Hinweis: Die Reihenfolge der Denkmäler in dieser Liste entspricht der offiziellen Liste und ist nach laufender Nummer, Name (Bezeichnung), Stadtteil und Adresse (Straße) sortierbar.
| Bild                             | Bezeichnung                      | Lage                              | Beschreibung | Bauzeit                                       | Eingetragen seit | Denkmal- nummer |
| -------------------------------- | -------------------------------- | --------------------------------- | --- | --------------------------------------------- | ---------------- | --------------- |
| weitere Bilder                   | Kloster Burbach                  | Kloster Burbach Karte             | ehemaliges Wohnhaus der Äbtissin, später Forsthaus | 1727, 1789 (Torbogen)                         |                  | 8               |
| weitere Bilder                   | Füngelingshof                    | Kloster Burbach Karte             | Ehemaliger Mühlenhof des Klosters | 18. Jahrhundert, 1839 (Inschrift Scheunentor) |                  | 9               |
| Wegekapelle                      | Wegekapelle                      | Brunnenstraße/Theresiastraße      | |                                               |                  | 33              |
| Fachwerk- und Wirtschaftsgebäude | Fachwerk- und Wirtschaftsgebäude | Brunnenstraße 22                  | |                                               |                  | 44              |
| weitere Bilder                   | Bildstock                        | Kloster Burbach                   | Der Bildstock trägt die Inschrift: Deo! Hier stand das [fälschlich zugeordnet] Benediktinerkloster. Zu dessen Erinnerung errichteten dies Denkmal die Eheleute W. Füngeling und A. Simon M D CCC L II | 1852                                          |                  | 47              |
| Fachwerk- und Wirtschaftsgebäude | Fachwerk- und Wirtschaftsgebäude | Brunnenstraße 18                  | |                                               |                  | 74              |
| Fachwerkhaus                     | Fachwerkhaus                     | Theresiastraße 36                 | |                                               |                  | 81              |
| Bildstock                        | Bildstock                        | Von-Geyr-Ring/Hermülheimer Straße | |                                               |                  | 93              |
| Burbacher Mühle                  | Burbacher Mühle                  | Mühlenweg 10                      | Zu den Mühlen siehe Mühlen im Raum Hürth. Sie bestand als Wassermühle bis 1929, danach mit elektrischen Walzenmahlwerken bis 1970.                                                                    | 17. Jh.                                       |                  | 184             |